# Søren Lenander
Søren Lenander (født 17. april 1961) er en dansk skuespiller. Han er uddannet fra Statens Teaterskole i 1990.

## Filmografi
- Høfeber (1991)
- Riget (1994)
- Ondt blod (1996)
- Bagland (2003)
- Den rette ånd (2005)

### Tv-serier
- Riget (1994)
- Strenge tider (1994)
- Bryggeren (1996-1997)
- TAXA (1997-1999)
- Rejseholdet (2000-2003)
- Nikolaj og Julie (2002-2003)
- Forbrydelsen (2007)

### Teater
- Lang dags rejse mod nat, Odense Teater 1990 (Long Day’s Journey Into Night Eugene O'Neill)
- Lulu, Mammutteatret 1991 (Lulu af Frank Wedekind )
- Gøgereden, Nørrebros Teater 1991 (One Flew Over The Cuckoo's Nest)
- Hexerie eller blind alarm, Grønnegårds Teatret 1992 (af Holberg)
- Store forventninger, Grønnegårds Teatret 1994 (Dickens)
- Det Kgl. Teater 1992-95
- Den vægelsindede, Folketeatret 1997 (Holberg)
- Akt uden nåde, Nyt Skandinavisk Forsøgsteater på Kaleidoskop 1999 (Lars Noren)
- Det Kongelige Teater 2000/2001
- Amadeus, Østre Gasværk Teater 2001
- Trold kan tæmmes, Grønnegårdsteatret 2004 (Shakespeare)
- Begær under Elmene, Bådteatret (Desire af Eugene O’Neill)
- Asger Jorn, Glassalen Tivoli 2005
- Richard den Tredje, Det Kongelige Teater 2009 (Shakespeare)
- Den gamle dame kommer til byen, Det Kongelige Teater 2010